# Наполеон (филм)
Вижте пояснителната страница за други значения на Наполеон.
„Наполеон“ (на френски: Napoléon) е френски биографичен филм от 1927 година на режисьора Абел Ганс по негов собствен сценарий.
Замислен като първа част от поредица за живота на император Наполеон I, филмът описва детството и ранната му кариера до женитбата му за Жозефин дьо Боарне и поемането на командването на армията на границата с Италия. Главните роли се изпълняват от Албер Дийодоне, Жина Манес, Антонен Арто, Едмон ван Даел.
„Наполеон“ е заснет със значителен за времето си бюджет и в заснемането му са използвани множество стилистични и технически нововъведения.